# Alberto Cutié
Alberto Cutié (San Juan, Puerto Rico, 29 de abril de 1969), conocido como padre Alberto, es un sacerdote anglicano de la Iglesia episcopal en los Estados Unidos, internacionalmente popular por su trabajo en los medios de comunicación. Fue sacerdote católico durante quince años. También es una personalidad de televisión, trabaja en el show de televisión "Hablando claro con el Padre Alberto".

## Biografía
Alberto Cutié nació en Puerto Rico, el 29 de abril de 1969. Hijo de padres cubanos.
Sus padres salieron de Cuba a causa del régimen castrista como exiliados políticos. Vivieron en Madrid y después en Puerto Rico, donde Alberto nació. Se trasladaron a Miami para reunificarse con toda la familia, donde hasta hoy reside. Allí realizó sus estudios universitarios en filosofía y más tarde estudió teología. Fue ordenado sacerdote católico el 13 de mayo de 1995 y sirvió en varias parroquias en el sur de la Florida. Además, fue director de Radio Paz (la emisora católica de Miami) hasta mayo del 2009. 
En 1999, mientras continuaba su trabajo parroquial, fue el primer sacerdote en conducir programas de televisión diarios en una cadena secular. El programa Padre Alberto en Telemundo fue su comienzo en la televisión hispana. La segunda temporada del talk show diario se llamaba "Cambia tu Vida con el Padre Alberto"), enfocado en solucionar los problemas personales de sus invitados a través de consejos prácticos. Durante más de un año también condujo el programa semanal "América en Vivo" por Telemundo Internacional y Gems TV. Sus programas fueron muy similares al Show de Cristina de la también cubana Cristina Saralegui, al cual varias veces fue invitado para tratar temas controvertidos de la iglesia. 
Desde 2002 tuvo un programa llamado Hablando Claro con el Padre Alberto que se transmitía en Estados Unidos y América Latina por EWTN en español. 
Dirigía Pax Catholic Communications, Inc. como presidente y director general de Radio Paz, Radio Peace, Pax Net, radiopazmusical.com y La Voz Católica - los medios de comunicación de la Arquidiócesis de Miami.

### Escándalo por fotos comprometedoras
En mayo de 2009 concluyó su trabajo en la parroquia de San Francisco de Sales en Miami y su dirección de la emisora religiosa Radio Paz debido a un escándalo que desató la revista de farándula TVNotas USA, en su edición 646 del 14 de mayo de 2009, al publicar unas fotografías que mostraban al Padre Alberto acariciándose con una joven en una playa de Miami. Según la revista, un paparazzi filmó y fotografió al sacerdote y a la joven juntos durante unos días.
A raíz de este escándalo, el padre Alberto decidió dejar el sacerdocio católico para convertirse en ministro de la Iglesia Episcopal y contraer matrimonio con la guatemalteca  Ruhama Buni Canellis.

## Obras
- 2006: "Ama de verdad, vive de verdad"
- 2011: "Dilema: La lucha de un sacerdote entre su fe y el amor"[4]